# Raúl Mesa
Raúl Mesa Lite (Saragoça, 16 de abril de 1982) é um jogador de vôlei de praia espanhol  que disputou a edição dos Jogos Olímpicos de Verão em 2008 na China, e foi medalhista de praia na edição do Campeonato Mundial Sub-21 de 2001 na França, na edição do ano de 2002 na Itália obteve a medalha de ouro; também foi medalhista de ouro na edição do Campeonato Europeu de Vôlei de Praia Sub-23 em 2004 na República Tcheca, além do ouro obtido no Circuito Europeu de Vôlei de Praia de 2005 na Rússia (Finals CEV).

## Carreira
Compondo dupla com Pablo Herrera disputou a edição do Campeonato Mundial de Vôlei de Praia Sub-21 de 2001 e conquistaram a medalha de prata
Le Lavandou, com este mesmo parceiro disutou a edição deste campeonato no ano de 2002 na cidade de Catânia e desta vez conquistaram a medalha de ouro.
Ao lado de Pablo Herrera disputou a edição do Campeonato Europeu de Vôlei de Praia Sub-23 em 2004 e foi realizado em Brno e alcançaram a medalha de ouro, juntos também disputaram as etapas do Circuito Europeu de Vôlei de Praia de 2005, finalizando na quinta posição na etapa de Alanya, nono posto na etapa de Valencia , sétimo na etapa de Lucerna e a medalha de ouro na etapa de Moscou, Fase Final (Finals CEV).
Ao lado de Pablo Herrera disputou a edição consecutiva dos Jogos Olímpicos de Verão, estes realizados em Pequim, ocasião que finalizaram na nona posição.Com este atleta disputou as etapas do Circuito Europeu de Vôlei de Praia de 2008 conquistando a prata na etapa de Grand Canaria, e com Adrián Gavira alcançou o quinto lugar na etapa de Blackpool  e com Pablo Herrera a sétima posição na etapa de Hamburgo, Fase Final (CEV Finals)

## Títulos e resultados
- Etapa de Gran Canaria do Circuito Europeu de Vôlei de Praia:2008[9]